# Prowincja Baszszar
Prowincja Baszszar (arab. ولاية بشار) – jedna z 48 prowincji Algierii, znajdująca się w zachodniej części kraju. 